# برايان دوبراي
برايان دوبراي هو سياسي أمريكي، ولد في 12 فبراير 1967. نشط حزبياً في الحزب الجمهوري. وقد انتخب عضو مجلس نواب مين ‏.